# Eutetrapha biscostata
Eutetrapha biscostata là một loài bọ cánh cứng trong họ Cerambycidae.